# Basti (futbolista)
Sebastián Fernández Reyes, más conocido como Basti, (nacido el 21 de junio de 1974) es un exfutbolista español. Es el segundo máximo goleador en la historia del Málaga CF tras Pedro Bazán. También ostenta el récord de ser el jugador con más ascensos en el fútbol español. 
Actualmente sigue vinculado al club a través de su fundación, en la que comenzó a tomar parte en el año 2015.

## Clubes
| Club                                  | País   | Año       |
| ------------------------------------- | ------ | --------- |
| CA Malagueño                          | España | 1991-1992 |
| CD Málaga                             | España | 1991-1992 |
| CA Malagueño                          | España | 1992-1994 |
| Málaga CF (nueva denom. CA Malagueño) | España | 1994-2000 |
| Albacete Balompié                     | España | 1999-2000 |
| Málaga CF                             | España | 2000-2001 |
| Albacete Balompié                     | España | 2001-2004 |
| Xerez CD                              | España | 2004-2005 |
| AD Ceuta                              | España | 2004-2006 |
| Albacete Balompié                     | España | 2005-2006 |
| CD San Fernando                       | España | 2006-2007 |
| CD El Palo                            | España | 2007-2010 |